# Dassault Mercure
Dassault Mercure — французский среднемагистральный пассажирский самолёт.
Разработан и производился компанией Dassault Aviation.
Опытный образец самолёта совершил первый полёт 7 сентября 1972 года. По ряду причин авиаперевозчики не выразили интереса к самолёту. Серийный выпуск прекращён после производства 12 самолётов.
Причины заключались в малой дальности самолёта, и в серьезных финансовых вложениях, которые требовались для ее увеличения. Правительство не дало дополнительных средств на это, и как следствие Air France перестал интересовать этот самолёт. После этого проект закрыли. Небольшая дальность полета была обусловлена большим весом пустого самолета и небольшим максимальным взлетным, в результате с максимальной нагрузкой 14900 кг можно было залить лишь 10450 литров топлива без превышения максимальной взлетной массы, в то время как баки вмещали 18400 литров. С полными баками можно было взять  лишь 8320 кг полезной нагрузки и пролететь 4170 км. Авиакомпания Air Inter была единственным эксплуататором Dassault Mercure имея в своем флоте 10 самолетов. Последний коммерческий полет Dassault Mercure состоялся 29 апреля 1995 года. За время эксплуатации Dassault Mercure налетали 360000 часов, перевезли 44 миллиона пассажиров, выполнили 440000 полетов без единой аварии. Коэффициент надежности составил 98%.

## Разработка

### Проектирование
В середине 1960-х годов Марсель Дассо, основатель и владелец французской авиастроительной компании Dassault Aviation, а также  Главное управление гражданской авиации Франции (DGAC), исследовали рынок гражданской авиации и заметили, что на нем не существует самолета, который предназначался специально для обслуживания ближнемагистральных воздушных маршрутов. Таким образом, было решено, что для такого авиалайнера может существовать перспективный рынок. DGAC стремилось продвигать французский аналог популярного американского самолета Boeing 737 и предложило Dassault разработать 140-местный авиалайнер.
В 1967 году, получив поддержку французского правительства, Dassault решила начать работу над концепцией ближнего и среднемагистрального авиалайнера. В 1968 году первоначальные исследования, проведенные исследовательской группой компании, были ориентированы на авиалайнер на 110–120 мест, оснащенный парой турбовентиляторных двигателей Rolls-Royce Spey, установленных в средней части фюзеляжа. Был разработан проект 150-местного самолета с дальностью полета 1000 км. Предполагалось, что новый авиалайнер будет претендовать  на сегмент рынка в верхней части с помощью 140-местного лайнера, в отличие от 100-местного Boeing 737-100 и 115-местного Boeing 737-200, которые тогда производились. В апреле 1969 года программа разработки была официально запущена.
Этот самолет рассматривался как прекрасная возможность для Dassault продемонстрировать на гражданском рынке свои знания в области аэродинамики высоких скоростей и подъемной силы на малых скоростях, которые ранее были проработаны при производстве  линейки реактивных истребителей, таких как Dassault Ouragan, Mystère и Mirage. Правительство Франции внесло 56 процентов общих затрат на разработку программы, которые Dassault должна была покрыть за счет сбора с продаж авиалайнера. Компания также профинансировала инициативу за счет собственных средств в размере 10 миллионов долларов, а также взяла на себя основную ответственность за расходы, связанные с производством Стоимость программы составляла 75 миллионов долларов США, а стоимость единицы оборудования в 1971 году составляла 6 миллионов долларов США, а в 1972 году она выросла до 6,5 миллионов долларов США.
По данным  издания Flight International, дизайн нового авиалайнера был сформирован на основе «философии Dassault, заключающейся в том, чтобы нацелить самолет на тот уголок рынка, который, по мнению компании, существующие типы не могут адекватно обслуживать». Марсель Дассо решил назвать самолет Mercure (по-французски Меркурий). «Желая дать имя мифологического бога, я нашел из них только одного, у которого были крылья со шлемом и ноги с элеронами, откуда и название Mercure...», - сказал Марсель Дассо Для разработки крыла Mercure 100 использовались чрезвычайно современные для того времени компьютерные технологии проектирования. Несмотря на то, что он был больше, чем обе версии Boeing 737, Mercure 100 был более быстрым из них. В июне 1969 года полномасштабный макет был представлен на Международном авиасалоне Ле Бурже. 4 апреля 1971 года прототип Mercure 01 выкатили с завода Dassault в Бордо-Мериньяке.

### Лётные испытания
28 мая 1971 года в Мериньяке состоялся первый полет первого прототипа, оснащенного парой турбовентиляторных двигателей Pratt & Whitney JT8D-11, способных развивать тягу до 6800 кг/с. 7 сентября 1972 года второй прототип, оснащенный парой двигателей Pratt & Whitney JT8D-15, которые будут использоваться на всех последующих построенных Mercure, впервые поднялся в воздух. 19 июля 1973 года первый серийный самолет совершил свой первый полет. 12 февраля 1974 года Mercure получил сертификат типа, а 30 сентября 1974 года был сертифицирован для всепогодной автоматической посадки на заход на посадку категории IIIA (минимальная видимость = 152,4 метра). Mercure 100 также был первым коммерческим авиалайнером, на одном из рейсов которого находился 100% женский экипаж.
Dassault пыталась привлечь интерес крупных зарубежных авиакомпаний и нескольких региональных авиакомпаний, рекламируя Mercure 100 как замену Douglas DC-9. Несколько авиакомпаний проявили некоторый интерес, но только Air Inter, французская авиакомпания, разместила заказ на эти самолеты. Отсутствие интереса было обусловлено несколькими факторами, такими как девальвация доллара и нефтяной кризис 1970-х годов, но главным образом из-за малой дальности полета Mercure, подходящей для внутренних рейсов в Европе, но неспособной поддерживать дальнемагистральные маршруты. При максимальной полезной нагрузке дальность полета самолета составляла всего 1700 километров (1100 миль). В итоге, Mercure 100 так и не продавался за рубежом. В общей сложности было продано всего десять самолетов, и этот авиалайнер стал одним из самых неудачных среди коммерческих авиалайнеров с точки зрения проданных самолетов.

### Проект Mercure 200
После коммерческого провала Mercure 100 компания Дассо в сотрудничестве с Air France собиралась запускать новую версию лайнера под обозначением Mercure 200C для перевозки 140 пассажиров на расстояние 2200 км ( около 1200  миль). Несколько крупных авиаперевозчиков в США проявили некоторый интерес. В начале 1973 года с французским правительством было заключено соглашение о финансировании этой программы в виде кредита в размере 200 миллионов французских франков, подлежащего возврату после приобретения заказчиками 201-го самолета. Однако Air France хотела авиалайнер с двигателем JT8D-117, более тихий, но и более больший, для чего потребовалась дополнительная ссуда в 80 миллионов французских франков. Французское правительство решило, что Dassault должна оплатить половину затрат на разработку Mercure 200C, что было невозможно после провала Mercure 100. Затем проект был отменен.

## Конструкция
Dassault Mercure представлял собой узкофюзеляжный  авиалайнер с реактивными двигателями, оптимизированный для ближних и средних магистральных маршрутов. В нем намеренно уменьшили запас топлива в обмен на увеличенный внутренний объем фюзеляжа, для перевозки большего количества пассажиров. Таким образом, у Mercure было на 17 процентов больше мест, чем у конкурирующего с ним Boeing 737, но при этом дальность полета была меньше. Он был спроектирован с кабиной рассчитанной на двух членов экипажа, хотя оператор Air Inter управлял своими самолетами экипажем из трех человек. По данным Flight International, базовая модель Mercure обладала определенным потенциалом увеличения габаритов самолета. Сообщается, что элементы конструкции были способны поддерживать предполагаемую расширенную модель с небольшими изменениями или без них, включая большую часть крыла, кабины и ходовой части. Шасси было разнесено так, чтобы можно было установить более длинные стойки, что, в свою очередь, позволило позднее установить более крупные и мощные двигатели и удлинить фюзеляж.
Общая компоновка и отдельные секции крыла, были оптимизированы с помощью сочетания испытаний в аэродинамической трубе и компьютерного моделирования командой инженеров Dassault. Крыло имело хорошее аэродинамическое качество и высокую эффективность лобового сопротивления. При открытии во взлетном положении закрылки образовывали непрерывное перекрытие по размаху крыла, не требуя ни дополнительных элеронов, ни вырезов для реактивных выхлопов, поскольку двигатели были закреплены достаточно низко на пилонах.
Серийные Mercure были оснащены парой турбовентиляторных двигателей Pratt & Whitney JT8D-15, способными развивать максимальную тягу 7030 кг/с (69 кН). Они были установлены на подкрыльевых пилонах, оснащенных виброизолирующими опорами. Двигатели были оснащены системами реверса тяги и шумоподавления производства Snecma и Dassault. Значительное внимание было уделено снижению шума двигателя, и этот вопрос стал одной из ключевых тем исследований во время разработки Mercure. По данным Flight International, существовало мнение, что Федеральное управление гражданской авиации США, как регулирующий орган основного потенциального рынка для Mercure, может принять правила, которые потребуют реализации программы модернизации шумоподавления, и поэтому Dassault необходимо было подготовиться для решения этого предусмотренного сценария.
Фирма Dassault подчеркивала коммерческую выгоду от приобритения Mercure, подчеркивая его низкие эксплуатационные расходы на ближнемагистральных рейсах, что являлось результатом его усовершенствованных аэродинамических характеристик и малого веса конструкции. Конструкция также выиграла от современной по меркам 70-х годов комплексной системы отказоустойчивости, большая часть которой была изготовлена в соответствии с традиционными методами для производства военных самолетов Dassault. В Mercure была разработана троекратно резервированная отказоустойчивая гидравлическая система управления полетом, а органы управления полетом не имели ручного реверса. Система кондиционирования также была продублирована с  питанием от компрессоров двигателей. Электрика лайнера состояла из пары независимых трехфазных систем переменного тока напряжением 120/128 В и частотой 400 Гц, питавшихся от генераторов переменного тока с приводом от двигателя, а третья система переменного тока приводилась в действие ВСУ. Также имеется три независимых источника постоянного тока напряжением 28 В.

## Производство и эксплуатация
Намереваясь наладить серийное производство Mercure в значительных количествах (по данным Flight International, к концу 1979 года планировалось поставить 300  самолетов), Dassault специально для программы Mercure подключила четыре завода в городах Мартиньяс (около Бордо), Пуатье, Секлен (недалеко от Лилля) и Истр. Дополнительные производственные работы были распределены среди подрядчиков по всей Европе. Производственная программа представляла собой совместную работу компаний Dassault, Fiat Aviazione из Италии, SABCA (Société Anonyme Belge de Constructions Aéronautiques) из Бельгии, Construcciones Aeronáuticas SA (CASA) из Испании и Swiss National Aircraft (завод в Эммене), каждый из которых выступал в качестве партнеров по распределению рисков в этом предприятии.
30 января 1972 года Air Inter разместила заказ на десять самолетов Mercure, которые должны были быть доставлены в период с 30 октября 1973 года по 13 декабря 1975 года. На этом этапе предполагалось, что точка безубыточности составит около 125–150 самолетов. Однако из-за отсутствия других заказов производственная линия была остановлена 15 декабря 1975 года. Всего было построено только два прототипа и десять серийных самолетов. Один из прототипов (номер 02) в конечном итоге был доведен до уровня серийного и приобретен компанией Air Inter для пополнения своего парка самолетов.
Некоторые из сохранившихся самолетов выставлены в Музее техники в Шпайере и Музее авиации и космонавтики в Париже. Некоторые на находятся на хранении а аэропортах Монпелье-Средиземноморье, Марсель Прованс и других.

## Лётно-технические характеристики
- Размах крыла, м  	   30.56
- Длина самолёта, м 	  34.84
- Высота самолёта, м 	  11.37
- Площадь крыла,м² 	  116.00
- Масса, кг пустого самолёта 	  31800
- максимальная взлётная 	  56500
- Тип двигателя 	  2 ТРДД Pratt & Whitney JT8D-15
- Тяга, кгс 	  2 х 7030
- Максимальная скорость, км/ч 	  925
- Крейсерская скорость, км/ч 	  826
- Практическая дальность, км 	 2084
- Практический потолок, м 	  8800
- Экипаж, чел 	  3
- Пассажировместимость: 	  150 пассажиров